# Туркменбашинський комплекс нафтопереробних заводів
Туркменбашинський комплекс нафтопереробних заводів (ТКНЗ) – виробничий майданчик нафтопереробного та нафтохімічного спрямування, що знаходиться у прикаспійському регіоні Туркменістану.

## Початковий етап розвитку
Видобуток нафти на заході Туркменістану розпочався ще наприкінці 19 століття та активізувався у 1930-х роках. Втім, поява тут нафтопереробного заводу виявилась обумовлена поразками радянських військ у війні з Німеччиною, що змусило розпочати перебазування промислових підприємств на схід. В межах цього процесу обладнання Туапсинського НПЗ у 1941-му вивезли у Красноводськ (наразі Туркменбаші), проте монтаж та введення його в дію затягнулись до червня 1943-го. 
У 1944-му у Красноводську почалось будівництво другого НПЗ, обладнання для якого постачалось з США по програмі ленд-лізу. Цей комплекс, що включав атмосферно-вакуумну трубчатку, установки термічного крекінгу та термічного риформінгу, став до ладу вже після завершення війни, у 1946-му.
В 1948-му обидва виробничі майданчики об’єднали в межах єдиного підприємства, а у 1951-му його підсилили двома електрознесолювальними блоками та установкою каталітичного крекінгу.
Енергетичні потреби НПЗ забезпечувала власна теплоелектроцентраль, також відома як Красноводська ТЕЦ-1.

## Розширення у 1960-х
На 1960-ті роки припала реалізація проекту масштабного розширення Красноводського НПЗ, під час якого ввели в дію:
- у 1964-му комплексну електрознесолювальну установку/атмосферно-вакуумну трубчатку;
- в 1967-му велика установка каталітичного крекінгу;
- в 1968-му установка каталітичного риформінгу.
Також виробничий майданчик отримав установку вакуумної дистиляції мазуту та бітумну установку.
В той же час, провідна роль у енергозабезпеченні НПЗ перейшла до Красноводської ТЕЦ-2, яку звели за кілька кілометрів від нафтопереробного заводу.

## Розвиток майданчику у другій половині 1990-х – середині 2010-х
Після надбання Туркменістаном незалежності на заводі, який тепер став Туркменбашинським НПЗ, реалізували численні проекти з модернізації та розширення.
В 1999-му ввели в дію установку каталітичного риформінгу бензинових фракцій річною потужністю 1 млн тон, а в 2000-му стала до ладу установка каталітичного крекінгу, яка була розрахована на переробку 1,8 млн тон сировини на рік із випуском 920 тисяч тон високооктанового бензину, 255 тисяч тон дизельного пального, 280 тисяч тон пічного палива та 345 тисяч тон зрідженого нафтового газу (пропан-бутанова фракція). 
Оскільки під час каталітичного крекінгу продукуються значні обсяги олефінів, передусім пропілену, у 2001-му запустили перше в країні виробництво поліпропілену річною потужністю 90 тисяч тон. Того ж року розпочало роботу виробництво мастил, здатне випускати 80 тисяч тон продукції на рік.
Далі звернули увагу на комплекси електрознесолювальних установок/атмосферно-вакуумних трубчаток, що здійснюють перевинну переробку нафти та забезпечують сировиною згадані вище установки крекінгу та риформінгу. Спершу в 2004-му завершили модернізацію ЕЛЗУ-АТ-2, а в 2008-му почала роботу нова ЕЛЗУ-АТ-6 річною потужністю 2,5 млн тон, яку звели на заміну найбільш застарілих ЕЛЗУ-АТ-1 та ЕЛЗУ-АТ-3. Нарешті, в 2015-му запустили ЕЛЗУ-АТ-7 потужністю 3 млн тон. Комплекси ЕЛЗУ-АТ-2, -6 та -7 використовують спільний пункт керування та систему оборотного водопостачання, а їх сукупна потужність становить 7,5 млн тон нафти на рік. Також відомо про проведений у 2003 році ремонт установки ЕЛЗУ-АТ-4 потужністю 3 млн тон на рік.
В 2015-му майданчик доповнили новими типами установок – ізомеризації легких бензинів та алкілювання легких олефінів річною продуктивністю 230 тисяч тон та 250 тисяч тон відповідно, а також другою установкою вакуумної дистиляції мазуту потужністю 2 млн тон на рік.
За 11 місяців 2022 року Туркменбашинський НПЗ переробив 4,48 млн тон нафти із випуском 1,4 млн тон бензину.

## Виробництво нафтового кокса
Виробництво нафтового коксу вперше організували у 1967-му на установці уповільненого коксування гудронів типу 21-10/600 (заводське позначення УЗК-1). В подальшому ввели в дію ще дві установки типів 21-10/6 (УЗК-2) та 21-10/6М (УЗК-3), які стали до ладу в 1970-х та 1983-му. Їх сукупна потужність досягнула 1,8 млн тон на рік.
Крім того, в 1977-му запустили першу установку прокалювання коксу, яка було орієнтована на випуск електродного коксу. Вона використовувала подову піч та була споруджена французькою компанією Creusot-Loire. У другій половині 1980-х стала до ладу друга установка прокалювання, що на цей раз була постачена німецькою компанією Mannesmann та використовувала піч барабанного типу. 
Станом на початок 2000-х УЗК-1 вже була демонтована, і для переробки надлишку гудронів в 2004-му ввели в дію модернізовану УЗК-3 зі збільшеною до 900 тисяч тон потужністю. При цьому її доповнили блоком деасфальтизації гудрону, що створило комплекс, відомий як УЗК-ДАГ.
В 2006-му стала до ладу модернізована установка прокалювання УПНК-2 потіжністю 77 тисяч тон (перша установка через поганий технічний стан завершила роботу на початку 1990-х).
Станом на 2022 рік підходили до завершення роботи по спорудженню нового комплексу УЗК-2-ДАГ, установки якого матимуть річну потужність у 900 тисяч та 500 тисяч тон відповідно, що має довести загальну глибину переробки нафти з 76% до 92%. Продукцією комплексу окрім нафтового коксу буде бензин, газойль та пічне паливо.

## Транспортна інфраструктура
Нафта надходить до Туркменбаші по системі трубопроводів, яка, зокрема, включає лінії Челекен – Готурдепе – Белек (довжина 110 км), Гумдаг – Вишка – Белек (131 км), Белек – Туркменбаші (82 км).
Продукція постачається внутрішнім споживачам по залізниці, для чого НПЗ має потужний наливний термінал, тоді як для експортних поставок можуть використовувати каспійський порт Туркменбаші.
У 2009 році за три десятки кілометрів на північний захід від НПЗ став до ладу порт Киянли із терміналом для відвантаження зрідженого нафтового газу. Він був розрахований передусім на обслуговування газопереробного заводу Киянли, проте також запланували прокладання трубопроводу від нафтопереробного заводу.